# María Julia Alcoba
María Julia Alcoba Rossano (Montevideo, 7 de noviembre de 1938) es una reconocida militante sindical, cofundadora de la CNT y militante feminista uruguaya.

## Vida y trayectoria
Alcoba nació en Villa del Cerro, es hija de una lavandera y de un trabajador del puerto sindicalizado. Siendo niña tuvo que abandonar la escuela para trabajar en Lanas, Uruguay, y a sus 14 años comenzó su actividad sindical afiliándose a la Unión Obrera Textil.
En la década del 50, se convirtió en cofundadora del Congreso Obrero Textil e integró el Plenario de la Comisión Pro Central Única de Trabajadores.
En 1956 se afilió al Partido Socialista y al poco tiempo comenzó a trabajar con Orosmin Leguizamón en la organización sindical de los sindicatos arrozales, por recomendación de Raúl Sendic, quien en ese entonces dirigía la comisión gremial del Partido Socialista.
En 1963 nace su primer hijo. Pasó a ser militante en el centro Matteotti del Partido Socialista y a participar en la seccional Maroñas del Congreso Obrero Textil.
En 1969 el gobierno autoritario de Pacheco Areco clausura la prensa escrita de izquierda e ilegaliza a las organizaciones opositoras, entre ellas al Partido Socialista, por lo que hombres y mujeres pasan a la clandestinidad.
En 1974 junto a sus tres hijos tuvo que partir al exilio a la Provincia de Buenos Aires, Argentina. En este periodo terminó la escuela y comenzó a cursar secundaria, hasta continuar su exilio en España.
Durante esta etapa integró el movimiento solidario con Uruguay contra la dictadura y la comisión de Barcelona de la Convención Nacional de Trabajadores. Además integró la Comisión de Mujeres Catalanas de solidaridad con mujeres uruguayas en el exilio y presas políticas, y participó en movimientos feministas contra la violencia de género.
En este tiempo trabajó como empleada doméstica y vendedora de libros. 
En 1975 antes de la muerte del dictador Franco, éste prohíbe los métodos de anticoncepción, asunto que desata que el movimiento feminista español asumiera una ferviente lucha por los derechos sexuales y reproductivos, contexto en el cual María Julia inicia una fuerte participación y se une como agente de salud y planificación familiar, y colabora en centros de salud para la primera infancia. 
Trabajó con grupos de mujeres hasta su regreso a Uruguay.
En Montevideo entre 1986 y 1992 culminó la carrera de Psicología social y fue cofundadora del Instituto "Mujer y Sociedad". en esa época participó en Emaús y en el Foro Juvenil.
Entre 1992 y el 2004 regresa a España, trabajó en "La Casa de la Mujer" en el ayuntamiento d'Hospitalet de Llobregat. 
En 2005 retorna a Uruguay y se integra a la comisión de fundadores de la CNT. 
Empieza a recopilar los textos que escribió en el exilio. Documentos personales de una gran riqueza colectiva, que dan cuenta de su experiencia sindical y las vivencias junto al movimiento feminista.

### Obra
En el 2014 se publica bajo la editorial 1 de mayo y la Universidad de la República su libro Las mujeres dónde estaban. Esta obra fue escrita durante su exilio en Barcelona. Se trata de un conjunto de relatos sobre el movimiento sindical uruguayo de las décadas del 50, 60 y 70. En particular sobre  historias y vivencias, de  mujeres militantes sindicales y sociales uruguayas. Se presentó el 1 de octubre de 2014 en el marco del 48 aniversario de la CNT. En el año 2022 se publicó una versión digital ampliada.